# Stiriodes nydar
Stiriodes nydar là một loài bướm đêm trong họ Noctuidae.